# توزیع دوجمله‌ای پواسون
در تئوری احتمال و آمار، توزیع دوجمله‌ای پواسون (به انگلیسی: Poisson binomial distribution)، توزیع احتمال گسسته از مجموع آزمایش‌های مستقل برنولی است که لزوماً توزیع یکسانی ندارند. این مفهوم به افتخار سیمئون دنیس پواسون نام‌گذاری شده‌است.
به عبارت دیگر، توزیع احتمال تعداد موفقیت‌ها در مجموعه‌ای از n آزمایش مستقل بله/خیر با احتمال موفقیت است. {\displaystyle p_{1},p_{2},\dots ,p_{n}} . توزیع دوجمله‌ای معمولی یک مورد خاص از توزیع دوجمله‌ای پواسون است، زمانی که همه احتمالات موفقیت یکسان هستند، یعنی {\displaystyle p_{1}=p_{2}=\cdots =p_{n}} .